# Every Extend Extra
『Every Extend Extra』（エブリ・エクステンド・エクストラ、E3 EEE）は、2006年8月3日にバンダイから発売されたPlayStation Portable用ゲームソフト。開発はQ ENTERTAINMENT。キャッチフレーズは「音と光の弾幕ドライブ」。具体的なジャンル分類は、特殊な弾幕系シューティングである。

## Every Extend Extraの原型
このゲームの原型は、自作ゲームの開発、公開を行っているOmegaが製作した『EveryExtend』（E2）である。2004年に行われた第2回3分ゲーコンテストの応募作品として作られた『EveryExtend』は、その独創性とシンプルながら中毒性を持ったゲーム内容が評価され1位を受賞した。
それを水口哲也がプロデュースし、商品化したものが本作である。

## 内容

### E2からの基本ルール
ゲーム開始時の残りプレイ時間は1回につき2分30秒。プレイヤーは敵を避けながらを自機を自爆させ、その爆風を利用して敵を破壊する。敵を破壊した際にも爆風が発生し、誘爆が発生する。それを利用して一度に誘爆させる敵の数が多ければ多いほど得点が上がり、爆風が続いている限り連鎖は持続する。
敵を倒す事で、連続で取ることで取得時の得点が上がる緑の「エネルギーカプセル」を出す。他にも、敵の移動速度と出現頻度を増す赤い「クイッケンカプセル」を出すものもいる。また、大型の敵(中ボス)を倒す事で、残り時間を10秒増やす黄色の「サンライトイエローカプセル」を出す。これらを利用してゲームを進める。「クイッケン」は取得すればするほど敵が多く出現するようになるため、得点を大きく上げるための重要なアイテムでもある。
自機は、一定の得点に達することで1機増える。逆に、自爆した場合及び敵に接触した場合には1機消費する。また、敵に接触した場合には残機だけでなく残り時間が5秒減る。このため、危険と感じたら自機をわざと自爆させることも必要となる。
残り時間が一定値を切ると、ステージボスが登場する。ボスを倒せば、リザルト画面に移る。

### E3からの新要素、追加点
E2から新たに、自爆ボタンを一定時間押すことで爆発の範囲を広げる「タメ爆破」、タメ中にL、又はRボタンを押すことでタメ爆破の位置を押した地点に固定しつつ自機を移動させることが出来る「コア切り離し」（自機も小さく爆発する）の動作が加わった。また、自機が敵と接触した場合には残機と残り時間が減るだけでなく、貯めていた「クイッケン」をすべてフィールドに放ってしまうようになった。
クイッケンを取ると、BPM(BGMの速度)が上がる要素が追加されている。また、ステージごとにスキンが変わる。
このゲームは、『メテオス』や『ルミネス』のコンセプトのひとつである、「光と音楽による快感」がコンセプトとなっている。またBGMには、USCUSの楽曲や、O-Zone「恋のマイアヒ」のリミックスバージョンが収録されている。

## 波及作品
2007年3月、Xbox Live ARCADE向けに『Every Extend Extra Extreme』（E4）を開発中であることが発表された。新たに好きな音楽でプレイできるモードや自分から攻撃できる通常のシューティングモードが追加され、5.1chサラウンドに対応する。10月17日に配信開始。値段は800マイクロソフトポイント(1200円)。